# Josef Jellinek (Journalist, 1874)

Josef Jellinek

Josef Jellinek (* 10. September 1874 in Olmütz, Mähren, Österreich-Ungarn; † 1938 ?) war ein deutscher Schriftsteller und Journalist.

## Leben
Nach einem Studium an der Berliner Universität schrieb Jellinek als Feuilletonist für verschiedene deutsche Zeitungen und Zeitschriften, so für Die Gegenwart, die Leipziger Illustrierte Zeitung und für die Zeitschrift Nord und Süd. Im Jahr 1902 veröffentlichte er das dramatische Gedicht „Über den Zeiten“ und in der Folge einige wenige Romane und Bühnenwerke. Als Jude verfolgt verliert sich seine Spur in der Zeit des Nationalsozialismus.

## Werke
- Beiträge in: Für unser Heim! Bunte Spenden deutscher Dichter und Denker der Gegenwart für das Deutsche Schriftstellerheim in Jena, zusammengetragen von Dr. Timon Schroeter, J. J. Weber, Leipzig 1902.
- Kunstkaufleute. Roman aus der Berliner Theater- und Journalistenwelt, Walther : Berlin 1907. Dramatisiert unter dem Titel Die Theatergründung
- Karten. Drama, 1909
- mit Pierre Masclaux: Die Annäherung zwischen Deutschland und Frankreich, Berlin Wedekind 1910
- Kuli-Kurt. Berliner Künstlerroman., Charlottenburg : Baumann, 1914
- Lazarettgehilfe Kopke, 1915
- mit Paul Alfred Merbach: Lessing-Buch (zur Zwanzigjahrfeier der Begründung des Lessing-Museums), Berlin : Mittler, 1926.